# けいはんな記念公園
けいはんな記念公園（けいはんなきねんこうえん）は、京都府相楽郡精華町にある都市公園（総合公園）である。「けいはんな記念公園」は愛称であり、正式名称は京都府立関西文化学術研究都市記念公園。

## 概要

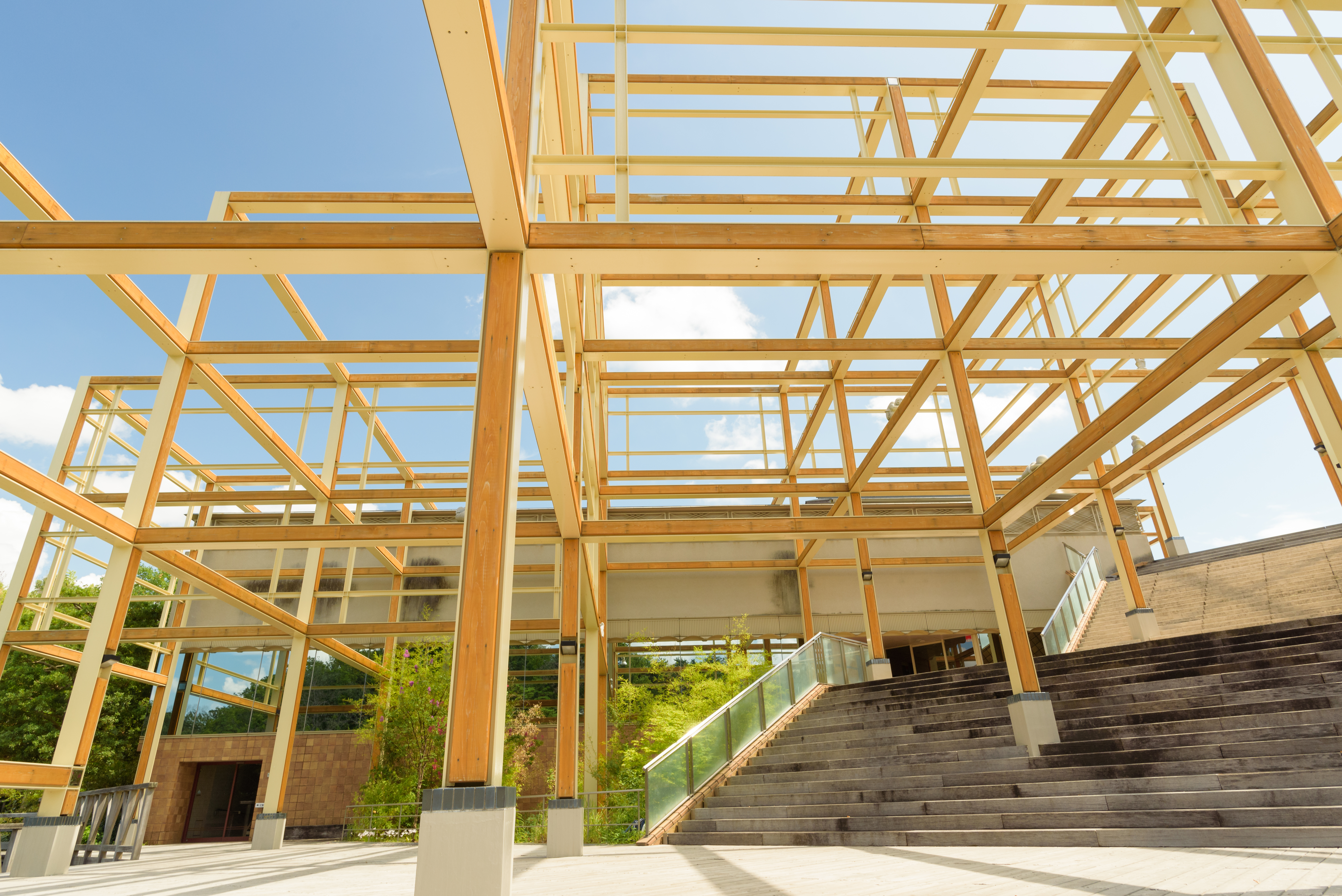
観月楼

関西文化学術研究都市（けいはんな学研都市）建設を記念し、また平安京遷都1200年を記念事業の一つとして、1995年（平成7年）4月に開園した。
学研都市の中核地区の精華・西木津地区に位置しており、周辺には国立国会図書館関西館やけいはんなプラザ等の学研都市の主要施設がある。
けいはんな学研都市の理念である「自然との調和」をテーマに設計された。24.1haにもなる広大な公園であり、14.1haの自然保全区域と、10.1haの交流施設区域とに大きく分けられている。自然保全区域はもともとあった自然林や永谷池を活かし自然を楽しめる区域であり、交流自然区域は人々の交流を目的に「芝生広場」「谷あい」「日本庭園（水景園）」等が設置されている。また公園のイメージシンボルが「月」であり、水景園は月の新名所となることをめざし、「観月橋」や月を意識させるオブジェの設置されている。

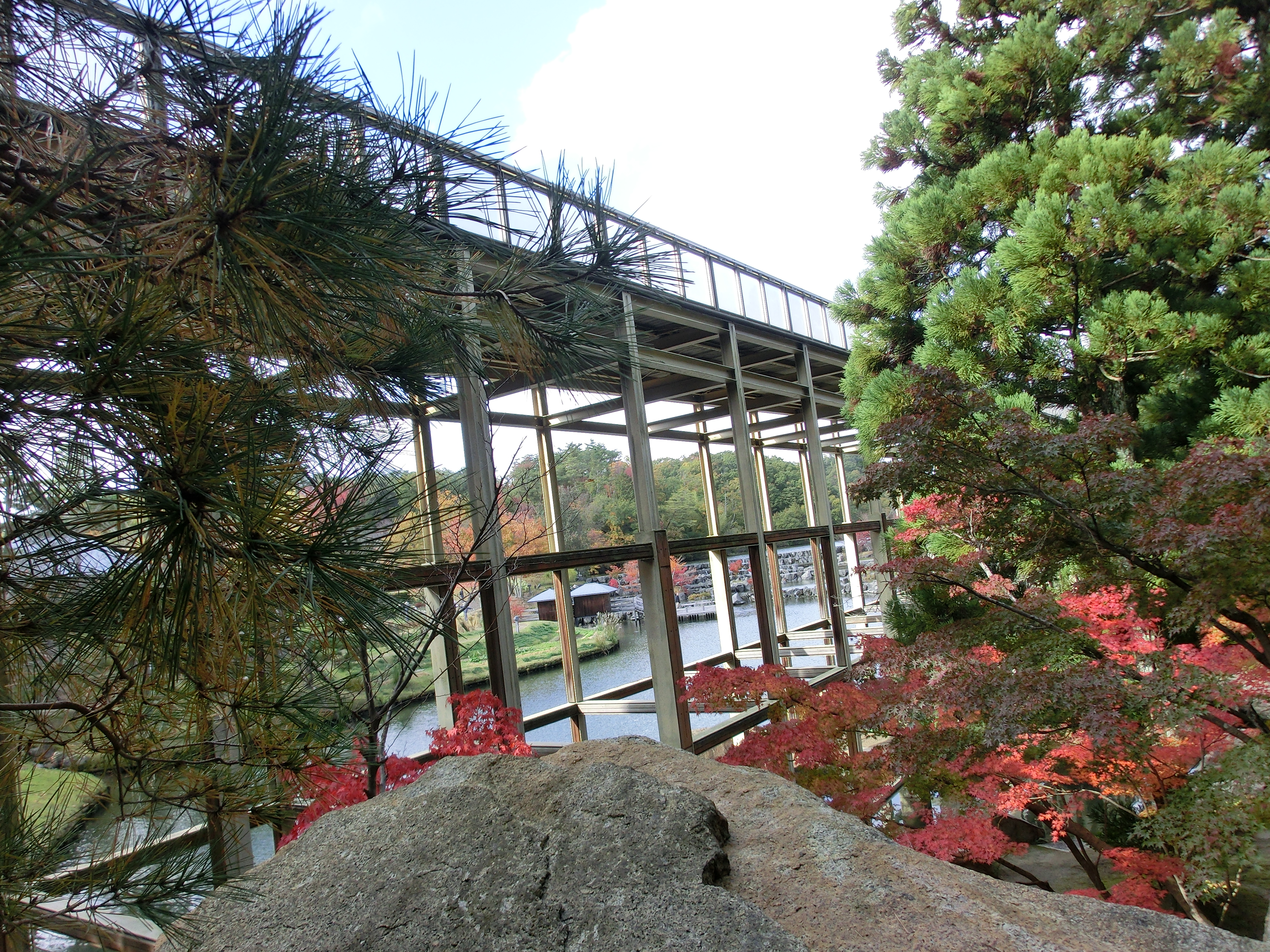
観月橋

里山の自然が美しい広大な公園であるが、春は桜、夏は木漏れ日、秋は紅葉、冬の雪景色というように、自然と四季が楽しめ、日本の原風景が体感できるように設計されている。また平成18年度より指定管理者制度が導入され管理・運営を民間委任されたことにより、各種イベントが開催されるようになり活性化している。特に行楽シーズンには多くの人が訪れ、近畿の新しい観光スポットとなっている。
なお、当公園内には1915年に大字南稲八妻に完成した煤谷川から永谷池への随道の通水記念碑とレンガの入口が、２箇所、移設・保存されている。

## 沿革

### 開園前
- 1978年（昭和53年）9月 - 関西学術研究都市調査懇談会が発足する。
- 1983年（昭和58年）3月 - 関西文化学術研究都市建設推進協議会が発足する。
- 1984年（昭和59年）4月 - 京都府が「関西文化学術研究都市（京都府域）建設基本計画案」を発表する。
- 1986年（昭和61年）6月 - 財団法人関西文化学術研究都市推進機構が設立する。
- 1986年（昭和61年）6月 - 国土庁が「関西文化学術研究都市建設基本方針」を策定する。
- 1987年（昭和62年）6月 - 関西文化学術研究都市建設促進法が公布・施行される。
- 1990年（平成2年）12月 - 南山城のオオタカを守る会が永谷池周辺のオオタカの実態調査を求める要望書を大崎鉄平精華町長に提出する。
- 1991年（平成3年）6月 - 京都府がオオタカの営巣は認められないとする調査結果を発表する一方、永谷池は埋め立てず、学研記念公園の面積を10haから24haに変更することを明らかにする。
- 1993年（平成5年）5月28日 - 京都府が学研記念公園の建設計画を発表する。
- 1993年（平成5年）7月 - 学研記念公園が着工する。
- 1994年（平成6年）9月22日- 学研記念公園の完成式が行われる。
- 1994年（平成6年）9月23日-11月20日 - 学研記念公園で「全国都市緑化きょうとフェア」「けいはんな学研都市フェスティバル94」を同時開催。
- 1995年（平成7年）4月 - 学研記念公園跡地の公園の愛称が「けいはんな記念公園」に決まる。[9]
- 1995年（平成7年）4月28日 - けいはんな記念公園の完成式が行われる。

### 開園後
- 1995年（平成7年）4月29日 - 「けいはんな記念公園」として再オープンする。
- 2006年（平成18年）6月 - 指定管理者制度を導入する。
- 2007年（平成19年）3月 - さえずり小道が開通する。
- 2007年（平成19年）7月 - 水辺の小道が開通する。
- 2007年（平成19年）11月10日 - こもれびの道が開通する。

## 施設

### 水景園

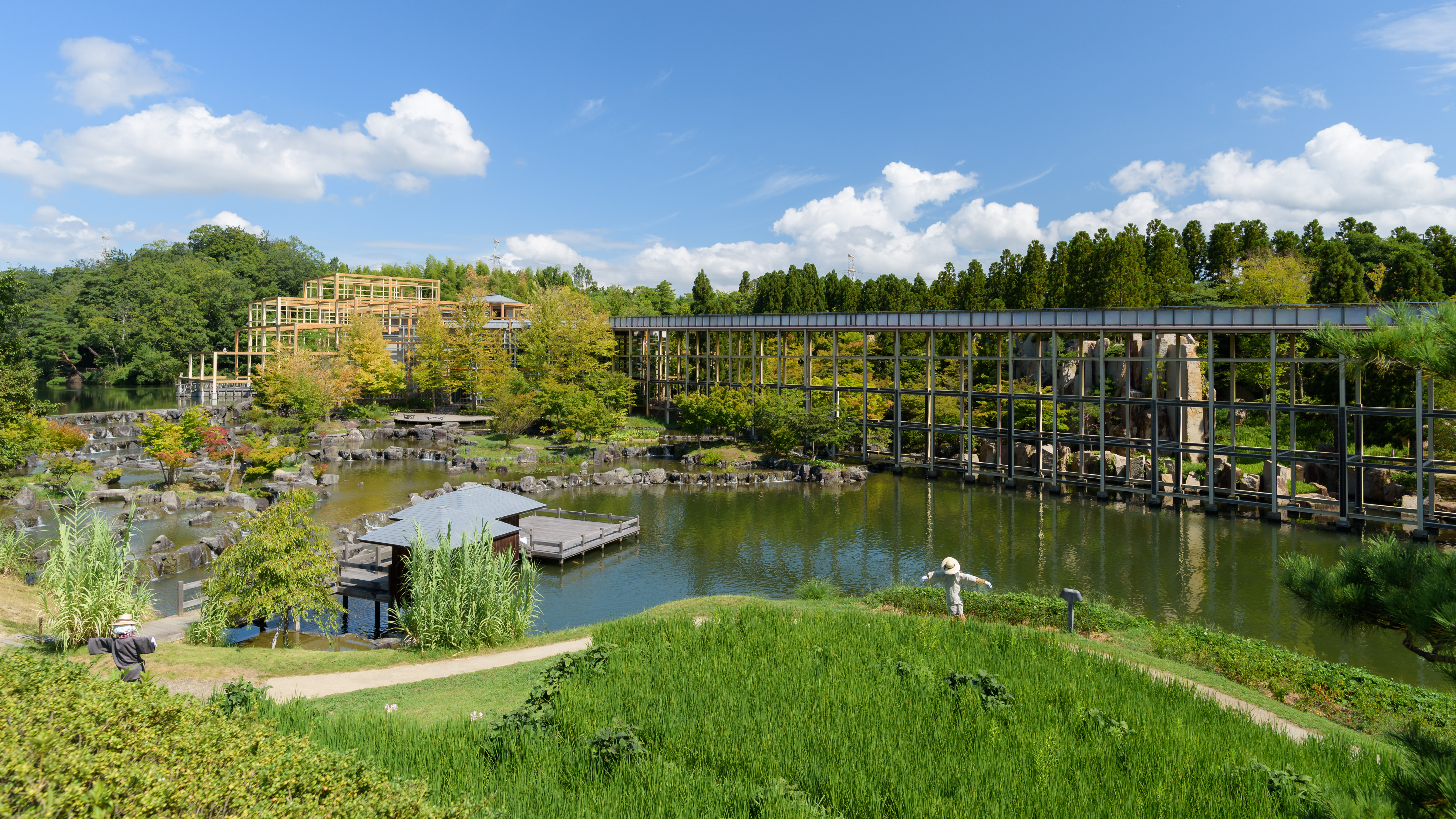
水景園

公園内にある永谷池周辺を整備した有料エリアである。永谷池にかかる観月橋は、公園のシンボル的存在にもなっている。観月橋は長さ123m、水面からの高さ約10mある。観月橋の先には、観月楼という名前の交流施設が存在する。
通常時は17時に閉園するが、ホタル鑑賞会や紅葉ライトアップといったイベントの開催時は夜間にも開園している。

## 交通
- 鉄道
  - JR祝園駅・近鉄新祝園駅で下車。奈良交通47系統「学研奈良登美ヶ丘駅行」などに乗車、「けいはんな記念公園」「公園東通り」で下車。昼間時で1時間に4便の運行。
  - 上記2駅および近鉄山田川駅から精華くるりんバスに乗車。「アピタ・コーナン前」で下車後、店舗南側の府道72号線を東に徒歩5分。1日6便の運行であるが、運賃は100円と奈良交通より安価となっている。
  - 近鉄学研奈良登美ヶ丘駅で下車。奈良交通47系統「祝園駅行」などに乗車、「けいはんな記念公園」「公園東通り」で下車。昼間時で1時間に4便の運行。